# 42 Capricorni
42 Capricorni (42 Cap / HD 206301 / HR 8283) es una estrella binaria en la constelación de Capricornio de magnitud aparente +5,18.
Su duplicidad fue descubierta por Lunt en 1918.
La componente principal del sistema es una subgigante amarilla de tipo espectral G1IV con una temperatura aproximada de 5637 K.
Tiene una luminosidad 6,6 veces mayor que la del Sol y su radio es 2,6 veces más grande que el radio solar.
Es una estrella evolucionada que ha abandonado la secuencia principal; cuando nació, hace aproximadamente 3700 millones de años, era una estrella más caliente de tipo F4V.
La componente secundaria es una enana amarilla de tipo G2V muy similar al Sol que brilla con una luminosidad apenas un 10% mayor que la luminosidad solar.
Su masa es un 4% inferior a la masa solar, mientras su compañera posee una masa un 42% mayor que ella, por lo que ha evolucionado antes.
El período orbital de esta binaria es de 13,174 días. La excentricidad de la órbita es ε = 0,176.
El sistema posee una metalicidad ligeramente inferior a la solar ([Fe/H] = -0,05).
Muestra actividad cromosférica y está catalogado como variable RS Canum Venaticorum.
La variación de brillo es de 0,05 magnitudes y recibe el nombre —en cuanto a estrella variable— de BY Capricorni.
Se encuentra a 106 años luz de distancia del sistema solar.